# Stjernen Tennis (Odense)
Stjernen Tennis er en tennisklub beliggende i Odense. Klubben blev etableret i 1992 som en afdeling under Stjernen Idrætsforening og har til huse ved håndboldklubbens gamle udendørsbaner på Tranevej. Klubben er medlem af Fyns Tennis Union og Dansk Tennis Forbund.

## Medlemmer
Klubben er for både turnerings- og motionsspillere. Der rådes over 2 grusbaner som deles af ca. 80 medlemmer.

## Turneringshold
Klubbens førstehold spiller i Fynsserien, mens andetholdet befinder sig i Serie 1. Siden 2006 har Stjernen-Tennis også deltaget i DGI's 2-mands turneringer for både herrer og damer samt Dansk Tennis Forbunds Cup for mindre klubber.  

## Klubmestre i single

### Damer
- 2008: Tina Hansen
- 2007: Susanne Sangild
- 2006: Gitte Kühn

### Herrer
- 2008: Klaus Fuglgaard
- 2007: Thomas Andersen
- 2006: Steffen Magnussen